# Devî
Pour les articles homonymes, voir Devi (homonymie) et Mahadevi (homonymie).

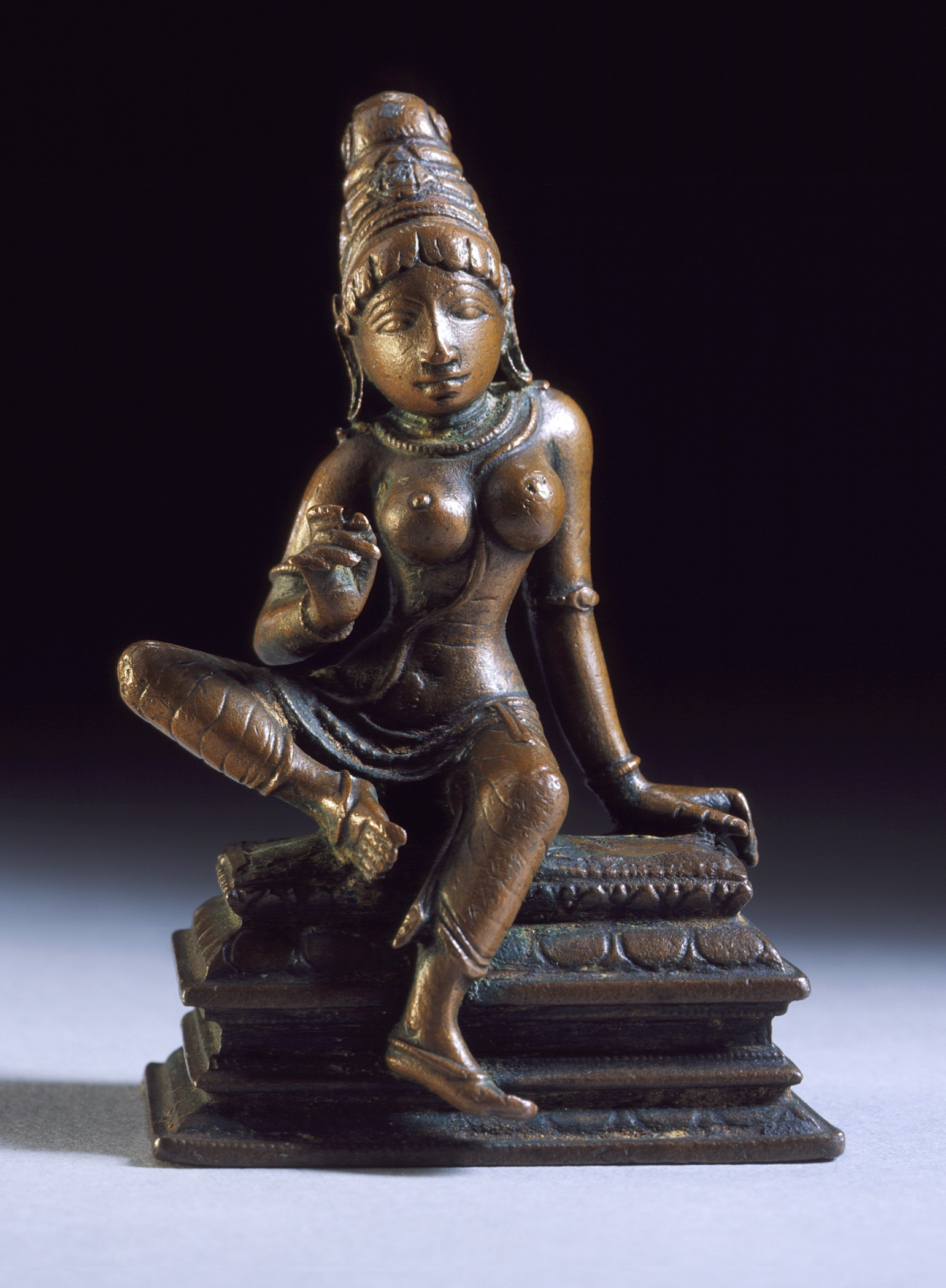
La déesse Pārvatī.

Devī (sanskrit IAST : devī, « brillante, déesse ») est dans l'hindouisme un qualificatif donné à plusieurs divinités, shakti de Shiva, notamment Pārvatī considérée comme « principe féminin suprême » par les shaktas, ou bien Umā, voire Dourga autres qualificatifs de Parvati. Le terme devī est également un nom générique désignant une déesse hindoue, nom féminin correspondant au masculin deva, désignant un dieu.
Mahādevī, la Grande Déesse, désigne une forme apparente de l'Absolu lorsqu'elle est avec Shiva : « Les dieux assemblés s'approchant de la Grande Déesse lui demandèrent : « Qui es-tu ? » Elle leur répondit : « Je suis la forme apparente du principe ultime, le Brahman. De moi sont issus la Nature et l'Âme indivisible (Prakriti et Puruṣa) qui constituent l'Univers. » devī Atharvashiras (1-2). On considère souvent les devī comme autant d'épithètes de la Grande Déesse, c'est-à-dire autant de formes ou aspects, d'émanations ou manifestations de Mahādevī.

## Galerie

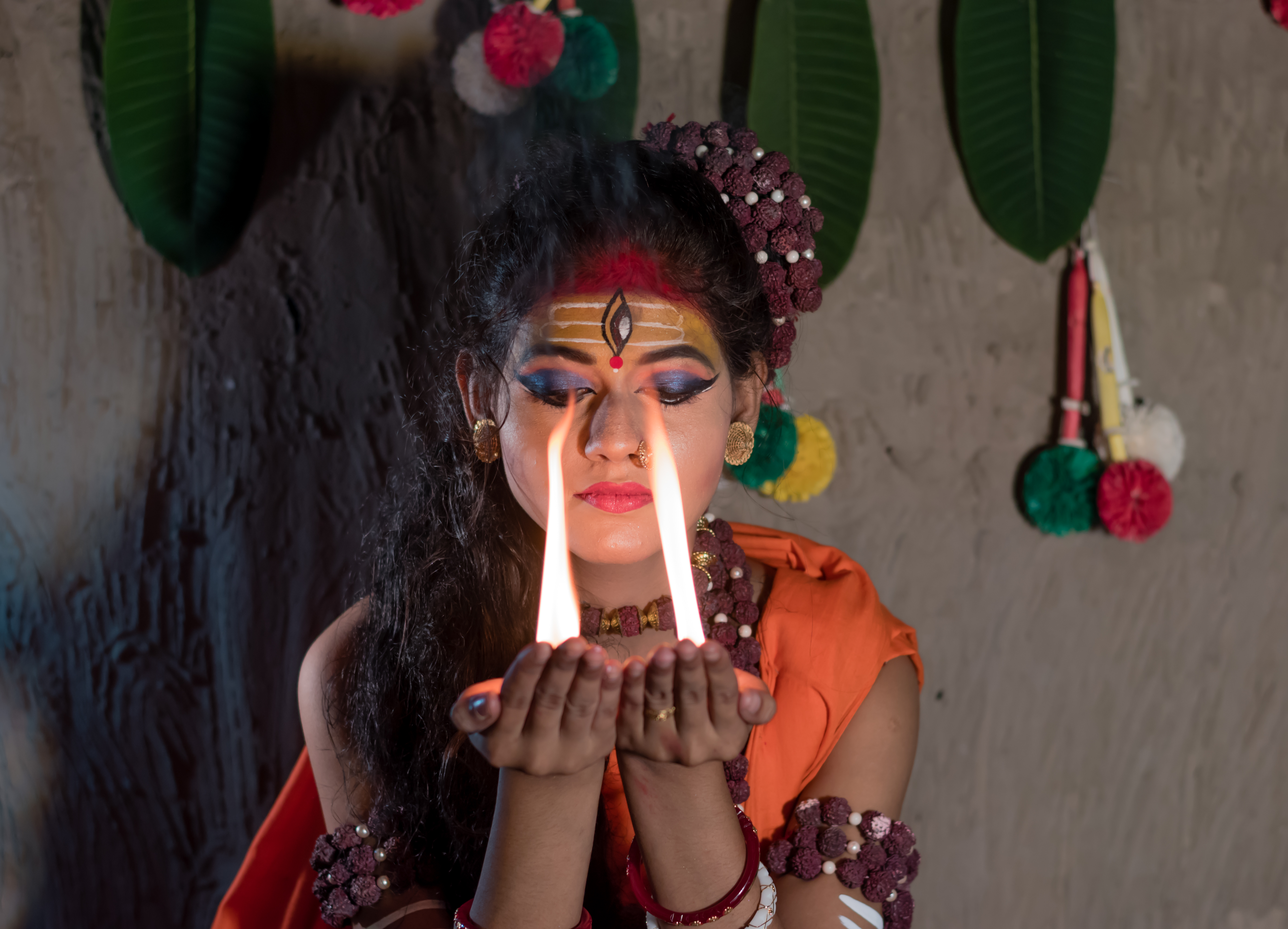
Actrice de jatra interprétant une devî.

### articles connexes
- Déesse Hindoue
- Aditi, déesse mère des Véda
- Shaktisme
- Glossaire de la mythologie et de l'iconographie hindoues